# Cigančica Jo
Cigančica Jo (izvirno angleško Five Have a Wonderful Time) je ena izmed knjig iz serije Pet prijateljev avtorice Enid Blyton. Izvirnik je kot enajsti v seriji izšel leta 1952, slovenski prevod Marjane Samide z ilustracijami Betty Maxey pa leta 1990.

## Vsebina
Julian, Dick, George, Anne in njihov zvesti štirinožni prijatelj Timmy preživljajo počitnice v dveh starih cirkuških prikolicah v bližini razvalnin Vilinskega gradu. Čez dan ali dva dobijo za sosede pisano cirkuško druščino: požiralca ognja, metalca nožev, krotilca kač z dvema velikima pitonoma. Žal jih novi sosedje ne spremejo posebno prijazno in ko ugotovijo, da se jih ne morejo znebiti zlepa, poskušajo zgrda. Nenadoma se pojavi med njimi stara znanka, nenavadna, a prikupna cigančica Jo. Skupaj z njo se spopadejo z novo skrivnostjo. V edinem ohranjenem stolpu Vilinskega gradu zagledajo neznan obraz.